# Kadzidłowo
Kadzidłowo (deutsch Kadzidlowen, 1938 bis 1945 Einsiedeln) ist ein kleiner Ort in der polnischen Woiwodschaft Ermland-Masuren innerhalb der Gmina Ruciane-Nida (Stadt- und Landgemeinde Rudczanny/Niedersee-Nieden) im Powiat Piski (Kreis Johannisburg).

## Geographische Lage
Kadzidłowo liegt im äußersten Nordwesten der Gemeinde Ruciane-Nida, 22 Kilometer südwestlich der früheren Kreisstadt Sensburg (polnisch Mrągowo) und 22 Kilometer nordwestlich der heutigen Kreismetropole Pisz (deutsch Johannisburg).

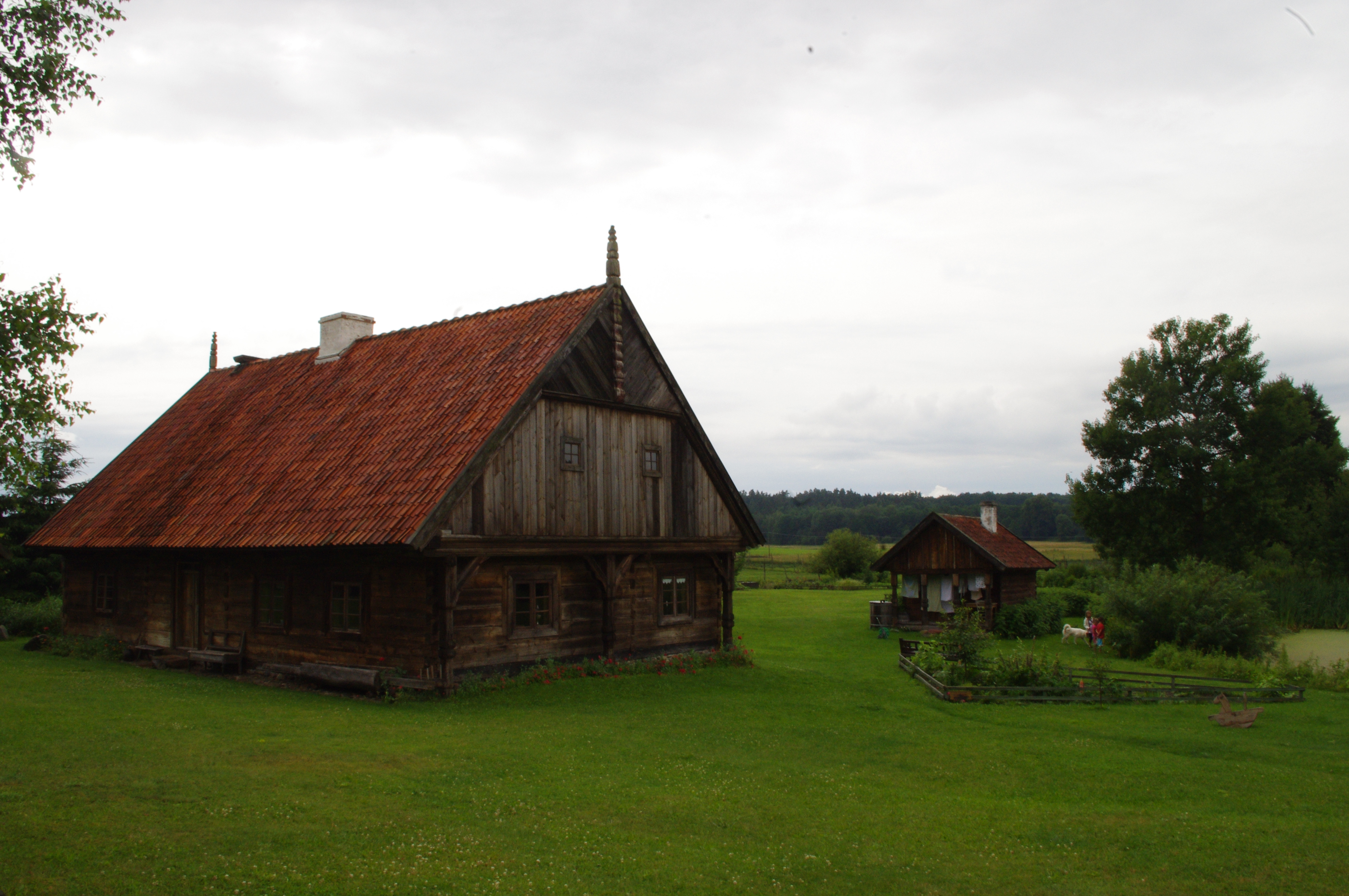
Altes Bauernhaus in Kadzidłowo

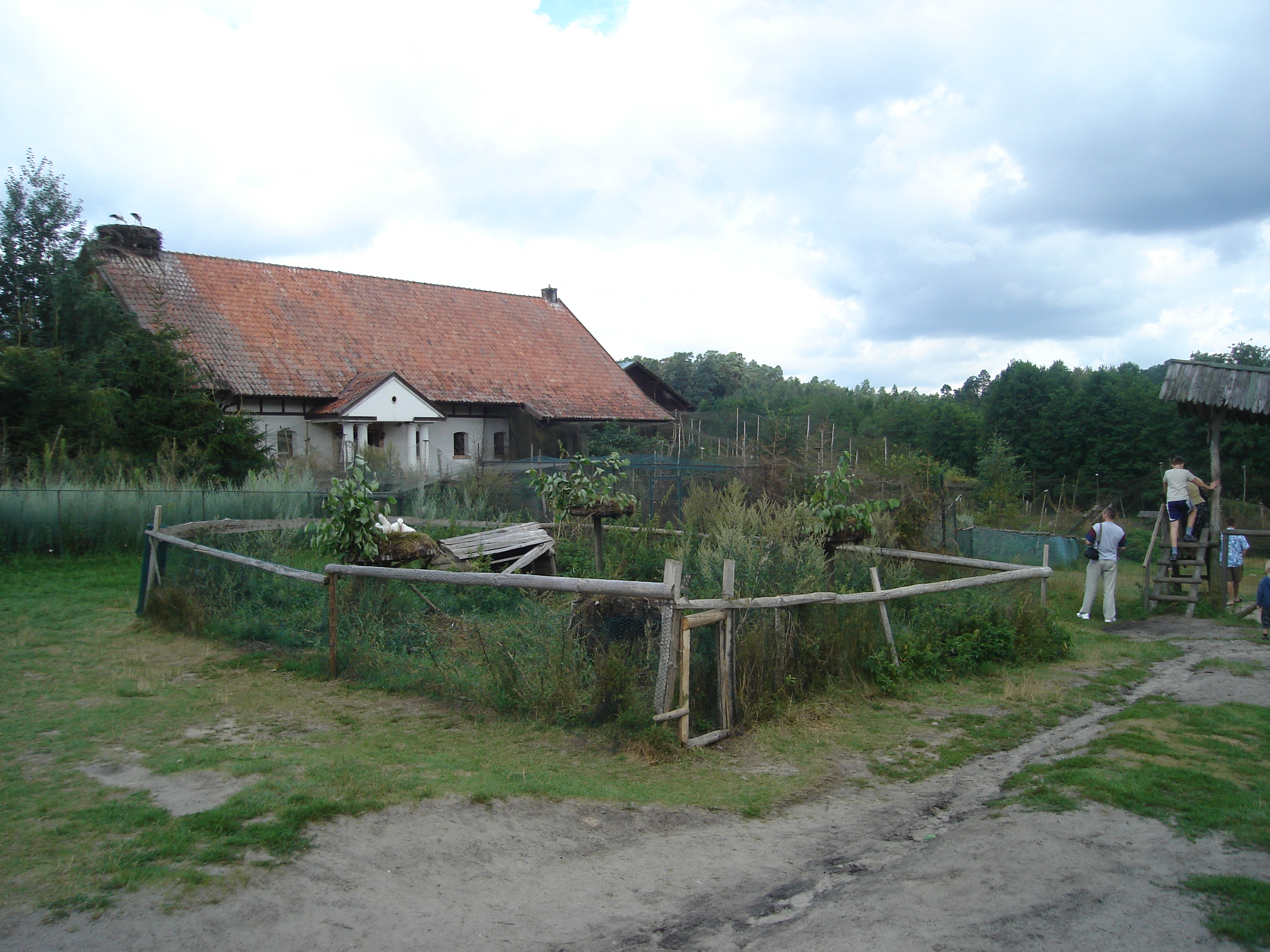
Im Tierpark Kadzidłowo

## Geschichte
Die seinerzeit Kadzidlowen genannte Ort, der in der Hauptsache lediglich aus einem kleinen Gehöft bestand, wurde 1835 von den nach hier eingewanderten Philipponen, einer Gruppe Altgläubiger, gegründet. Am 18. Februar 1835 nennt der Gumbinner Regierungspräsident Kadzidlowen als eines von zehn Dörfern, die die „aus Polen eingewanderte Sekte der Philipponen“ im Kreis Sensburg gegründet habe, und nunmehr als neue „Etablissements“ und eigenständige Kommunen anerkannt würden.
1839 tritt Kadzidlowen als Erbzinsgut mit zwei Feuerstellen und 32 Einwohnern in Erscheinung. 1905 zählte der seit 1860 zur Gemeinde Ukta gehörende Wohnplatz 19 Einwohner. Sie gehörten zum Kreis Sensburg im Regierungsbezirk Gumbinnen (1905 bis 1945: Regierungsbezirk Allenstein) in der preußischen Provinz Ostpreußen. Am 3. Juni (amtlich bestätigt am 16. Juli) 1938 wurde Kadzidlowen aus politisch-ideologischen Gründen der Abwehr fremdländisch klingender Ortsnamen in „Einsiedeln“ umbenannt.
In Kriegsfolge kam der kleine Ort 1945 mit dem gesamten südlichen Ostpreußen zu Polen und erhielt die polnische Namensform „Kadzidłowo“. Heute ist die Kolonie eine Ortschaft im Verbund der Stadt- und Landgemeinde Ruciane-Nida (Rudczanny/Niedersee-Nieden) im Powiat Piski (Kreis Johannisburg), bis 1998 der Woiwodschaft Suwałki, seither der Woiwodschaft Ermland-Masuren zugehörig.

## Religionen
Bis 1945 war Kadzidlowen in die evangelische Kirche Alt Ukta in der Kirchenprovinz Ostpreußen der Kirche der Altpreußischen Union bzw. in die römisch-katholische Kirche Sensburg im Bistum Ermland eingepfarrt.
Heute ist Kadzidłowo sowohl katholischer- als auch evangelischerseits nach Ukta orientiert: zur Kreuzerhöhungskirche im Bistum Ełk der Römisch-katholischen Kirche in Polen bzw. zur von Mikołajki (Nikolaiken) aus betreuten Petrikirche in der Diözese Masuren der Evangelisch-Augsburgischen Kirche in Polen.

## Verkehr
Kadzidłowo ist von der Woiwodschaftsstraße 609 aus über Nowa Ukta (Neu Ukta) direkt zu erreichen.